# 本化妙宗連盟
本化妙宗連盟（ほんげみょうしゅうれんめい）は、山川智応によって設立された法華系の新宗教である。正式名称は宗教法人本化妙宗聯盟。

## 沿革
- 1940年（昭和15年）　前身の師子王学会が設立。
- 1945年（昭和20年）　本化妙宗連盟と公称。
- 1962年（昭和37年）　創価学会に対する厳正批判運動を展開。
- 1985年（昭和60年）　クシナガラに題目宝塔を建立[1]。

## 設立者
- 山川智応(本名・伝之助）

1879年（明治12年）、大阪に生まれた。 山川はもともと宗教に関心を寄せていたが、1893年（明治26年）、15歳のとき、田中智学の教えに触れ立正安国会布教所の会員になった。以後、日蓮研究に努め、1934年（昭和9年）「法華思想史上の日蓮聖人」等を刊行、 大学博士の学位を得た。智応は智学の日蓮教学を基盤にその学統を継ぐ第一人者と目されていたが、智学の死後、国柱会から除名され、1940年（昭和15年）に師子王学会を結成。1945年（昭和20年）、日本と宗教界の再建を企図し本化妙宗連盟を設立した。1956年（昭和31年）、77歳で死去。